# (7405) 1988 FF
A (7405) 1988 FF a Naprendszer kisbolygóövében található aszteroida. Ueda Szeidzsi és Kaneda Hirosi fedezte fel 1988. március 16-án.